# Avery megye
Avery megye az Amerikai Egyesült Államokban, azon belül Észak-Karolina államban található. Megyeszékhelye Newland, legnagyobb városa Banner Elk. Lakosainak száma 17 806 fő (2020. április 1.). Avery megye Johnson, Carter, Caldwell, Burke, McDowell, Mitchell és Watauga megyékkel határos.

## Népesség
A megye népességének változása:
| Lakosok száma | 17 730 | 17 780 | 17 633 | 17 713 | 17 689 | 17 806 |
|               | 2010   | 2011   | 2012   | 2013   | 2015   | 2020   |